# 安东尼奥·莫塔
安东尼奥·莫塔（西班牙語：Antonio Mota，1939年1月26日—1986年9月13日），生于墨西哥城，墨西哥男子足球运动员，司职守门员。他曾代表墨西哥国家队参加1962年和1970年国际足联世界杯。